# Cimetière des Chiens et Autres Animaux Domestiques
De Cimetière des Chiens et Autres Animaux Domestiques, of kortweg Cimetière des Chiens, is een huisdierenbegraafplaats in Asnières-sur-Seine, een noordwestelijke voorstad van Parijs. Het is een uitgebreide begraafplaats, waar een verscheidenheid aan dieren begraven ligt, zoals honden, katten, paarden, vogels, een leeuw, een aap en zelfs vissen. Voor sommigen daarvan werden weelderige praalgraven of andere monumenten opgetrokken. Er werden zo'n 100.000 dieren begraven, op een oppervlakte van een kleine hectare.

## Geschiedenis
In 1898 maakte een wet een einde aan de gewoonte van Parijzenaars om dode huisdieren zomaar ergens te begraven, bij het huisvuil te doen of zelfs in de Seine te werpen. Op initiatief van de advocaat George Harmois en de feministische journalist Marguerite Durand werd de begraafplaats in 1899 geopend. Het is daarmee de oudste huisdierenbegraafplaats van de moderne tijd (in de Israëlische stad Asjkelon werd een hondenbegraafplaats uit de vijfde tot derde eeuw v.Chr. opgegraven). 
De begraafplaats bevindt zich op het adres Pont de Clichy 4 op een voormalig eiland in de Seine. De toegangspoort, in de sfeer van de art nouveau, werd door Eugène Petit ontworpen. Een jaar na de opening werd er een monument geplaatst voor de alpinespaniël Barry, die 40 mensen zou hebben gered en in 1912 eentje voor politiehonden. 
In 1958 werd er het 40.000ste dier begraven: een straathond die bij de poort van de begraafplaats was doodgereden. In 1987 werd de begraafplaats op de Franse monumentenlijst geplaatst. Het terrein is eigendom van de gemeente en open voor bezoekers.

## Bekende dieren en hun baasjes
De eerste van een reeks filmhonden die als Rin Tin Tin bekend staat, werd er begraven, evenals 'Clément', de hond van Michel Houellebecq. Oprichtster Durand liet er haar paard en haar leeuw begraven, de toneelschrijver Henri Rochefort zijn kat 'Kroumir'. Er liggen een paar bekende racepaarden, alsmede de gezelschapsdieren van Camille Saint-Saëns, Alexandre Dumas en Sacha Guitry.